# Jean-François Mattéi
Jean-François Mattéi (n. 9 martie 1941, Oran, Algeria – d. 24 martie 2014, Marsilia, Franța) a fost un filozof francez și profesor de filozofie greacă clasică și filozofie politică la Universitatea din Nice. Fost student al lui Pierre Aubenque și al lui Pierre Boutang, a fost membru al Institut universitaire de France.

## Publicații (selecție)
Monografii
- L’Énigme de la pensée, Éditions Ovadia, Nice-Paris-Montréal, 2006; réédition, 2008.
- Platon et le miroir du mythe. De l’Âge d’or à l’Atlantide Arhivat în 18 septembrie 2015, la Wayback Machine., Paris, PUF, "Épiméthée", 1996; réédition "Quadrige", 2002.

Volume colective
- Les Modes de pensée philosophique, in Jean Poirier, Histoire des Mœurs, volume II, Paris, Gallimard, Encyclopédie de La Pléiade, 1991.
- (cu Jean Poirier), « Conceptualisation des sociétés traditionnelles », in Les Notions philosophiques,p. 789-971.
- La présentation des œuvres majeures de Platon, Aristote, Plotin, Averroes, Érasme, Thomas More, Locke, La Rochefoucault, Montesquieu, Auguste Comte, Nietzsche, dans la série Le Monde de la philosophie, Paris, Le Monde-Flammarion, 2008.
- « L'État moderne et l'invention de la technocratie », L’État au XXe siècle. Regards sur la pensée juridique et politique du monde occidental, par Simone Goyard-Fabre.

Articole
- « Le legs de la Grèce », I.E.H.E.I., Identité Européenne, 2006 disponibil online
- « Le risque et l'existence éthique », Alliage, n°48-49, trimestrielle disponibil online
- La révolution copernicienne de l’enseignement[nefuncțională]
, Les Cahiers de L’Éducation, N°23, mars 2009.
- « Violences urbaines, crescendo dans la barbarie » Arhivat în 23 septembrie 2007, la Wayback Machine. dans « Le Figaro » du 3 novembre 2005. Publié en Allemand dans l'hebdomadaire "Junge Freiheit" (N°47/05) du 18 novembre 2005.
- « Heidegger et Hölderlin : les puissances de l’origine », in Po&sie, n° 84, Paris, Belin, 2001.
- « La constellation de l’être chez Heidegger et Hölderlin » Arhivat în 13 aprilie 2018, la Wayback Machine., paru dans Loxias, Loxias 3, mis en ligne le 7 mai 2009.

Prefațe la volume
- Émile Bréhier, Histoire de la philosophie, PUF, 2006.
- Joseph Pieper, De la divine folie (sur le Phèdre de Platon), Ad Solem, 2006.
- Pierre Boutang, Ontologie du secret, PUF, 2008.

Comunicări și conferințe
- « La crise de l’art contemporain : du concept au non-sens », Penser le monde monderne : le bon grain et l'ivraie ?, Institut catholique d'études supérieures, 22 și 23 mai 2008. avec la participation d'Armel Pecheul, François Boulêtreau, Jean Baudouin, Philippe Bénéton, James Ceaser, Stéphane Courtois, Chantal Delsol, Henri Hude, Laurent Lemasson, Daniel Mahoney, Pierre Manent, Claude Polin, Philippe Portier, Christine Sourgins.
- « Introduction », Identité européenne[nefuncțională]
, Sorbonne, Salle Louis Liard, 47 rue des Écoles, le vendredi 15 mai 2009. avec la participation de Gérard-François Dumont, Alain Besançon, André Reszler, Philippe Nemo, Pierre Manent, Joanna Nowicki, Mezri Haddad, Jacques Dewitte, Chantal Delsol ; voir les enregistrements audios du colloque : ici.}}

### Cărți
- L’Étranger et le Simulacre. Essai sur la fondation de l’ontologie platonicienne, Paris, PUF, coll. "Épiméthée", 1983.
- (cu Dominique Janicaud), La Métaphysique à la limite[9]. Cinq essais sur Heidegger, Paris, PUF, coll. "Épiméthée", 1983. L'ouvrage, augmenté d'une préface et d'un dialogue inédit avec Dominique Janicaud, a été réédité en 2010 par les Éditions Ovadia.
- L'Ordre du monde. Platon, Nietzsche, Heidegger[10], Paris, PUF, 1989.
- Pythagore et les Pythagoriciens, Paris, PUF, « Que sais-je ? », Nr. 2732, 1993.
- Heidegger et Hölderlin. Le Quadriparti, Paris, PUF, coll. Épiméthée, 2001.
- La Barbarie intérieure. Essai sur l’immonde moderne, Paris, PUF, 1999 2e édition augmentée , 2002 ; réédition "Quadrige-Débats", 2004. Prix du Cardinal Mercier 2001 de l'université de Louvain.
- Civilisation et barbarie, cu Denis Rosenfield, Paris, PUF, 2002.
- De l’indignation, Paris, La Table Ronde, 2005.
- Platon, Paris, PUF, « Que sais-je ? », Nr. 880 2005.
- La Crise du sens, Nantes, Cécile Defaut, 2006.
- L’Énigme de la pensée, Nice-Paris, Éditions Ovadia, 2006.
- (cu Raphaël Draï), La République brûle-t-elle? Essai sur les violences urbaines françaises Arhivat în 15 noiembrie 2008, la Wayback Machine., Paris, Michalon, 2006. Des philosophes, politologues et essayistes apportent leur contribution qui présente plusieurs points de vue sur les violences urbaines qui ont secoué la France en fin d'année 2005. Contribution de Marc Knobel, Robert Redeker, Mezri Haddad, Jean-Jacques Wunenburger, Chantal Delsol, Michel Maffesoli, Jeanne-Hélène Kaltenbach, Bruno Étienne, Dominique Folscheid, Jacques Dewitte
- Le Regard vide. Essai sur l'épuisement de la culture européenne, Paris, Flammarion, 2007. Cet ouvrage a été couronné du Prix Montyon 2008 décerné par l’Académie française dans la catégorie des prix de littérature et de philosophie.
- Le Sens de la démesure Arhivat în 19 noiembrie 2009, la Wayback Machine., Cabris, Éditions Sulliver, 2009. Voir un extrait ici.
- L’identité de l'Europe, cu Chantal Delsol, Paris, PUF, 2010.
- Albert Camus. De la révolte au consentement, Paris, PUF, 2010.
- Jorge Luis Borges et la philosophie, Nice-Paris, Éditions Ovadia, 2010.
- Le Procès de l'Europe, Paris, PUF, 2011 et Presses de l'Université d'Ottawa, 2011.
- Philosophie de la chirurgie esthétique. Une chirurgie nommée Désirs, cu le Dr Henry Delmar, Paris, Odile Jacob, 2011.
- Edgar Poe ou le regard vide. Essai sur L'Homme des foules d'Edgar Poe, Paris, Manucius, 2011.
- Le Démon de la tempérance, préface de Xénophon, Les Mémorables de Socrate, Paris, Manucius, 2012.
- La Puissance du simulacre. Dans les pas de Platon, Paris, François Bourin, 2013
- Comprendre Camus, cu ilustrații de Aseyn, Max Milo Éditions, 2013 ISBN: 978-2315003860 Format:Présentation en ligne
- Citations de Camus expliquées, Eyrolles, 2013 ISBN: 978-2212556018 Format:Présentation en ligne
- Les Philosophes antiques, deux coffrets de 6 CD, Fremeaux et Associés, Paris, 2013.
- L’Homme dévasté. Essai sur la déconstruction de la culture, Paris, Grasset, 2015.

### Volume coordonate
- La Naissance de la Raison en Grèce, Actes du congrès de Nice de 1987, PUF, 1990 ; réédition "Quadrige", 2006.
- Les Œuvres philosophiques Arhivat în 18 septembrie 2015, la Wayback Machine. (deux tomes), volume III de l'Encyclopédie philosophique universelle, Paris, PUF, 1992.
- Le Discours philosophique Arhivat în 18 septembrie 2015, la Wayback Machine., volume IV de l’Encyclopédie philosophique universelle, Paris, PUF, 1998.De nombreuses contributions, dont celles de Jean Varenne, Bruno Pinchard, Augustin Berque, Pascal Engel, Jean Cuisenier, Roger Arnaldez, Luc Brisson, Marc de Launay, Pierre Magnard, Michel Henry, Umberto Eco, Henri Meschonnic, Julia Kristeva, Raymond Boudon.
- Dictionnaire critique de l'ésotérisme Arhivat în 22 septembrie 2015, la Wayback Machine., directeur de la section "Antiquité", Paris, PUF, 2005.
- Nietzsche et le temps des nihilismes Arhivat în 1 decembrie 2008, la Wayback Machine., Paris, PUF, 2005.
- L’Identité de l’Europe, cu Chantal Delsol, Paris, PUF, 2010.
- La Transcendance de l'homme : études en hommage à Thomas De Koninck, în colaborare cu Jean-Marc Narbonne, Québec, Presses de l'Université Laval, 2012 - incluant des contributions de Jean-François Mattéi, Jean-Marc Narbonne, Jean-Luc Marion, Chantal Delsol, Leslie Armour, Luc Langlois, Jean-François de Raymond, Gilbert Larochelle, Yves Charles Zarka, Gabor Csepregi, Rémi Brague, Dominique Folscheid et Jean-Jacques Wunenburger.

### Despre Jean-François Mattéi
- Marc Herceg, Le Souci de la métaphysique. Trois études sur Dominique Janicaud et Jean-François Mattéi, Nice-Paris, Éditions Ovadia, collection "Chemins de pensée" dirigée par Jean-François Mattéi, 2013.